# Classic (snooker)
Classic, även känd som Merkantile Credit Classic, Wilsons Classic och Lada Classic, var en professionell snookerturnering som spelades mellan åren 1980 och 1992. Från och med 1984 hade turneringen rankingstatus.
Turneringen sponsrades av Wilsons de två första åren, innan Lada tog över som sponsor 1982. Under detta års turnering blev Steve Davis den förste någonsin att göra ett TV-sänt maximumbreak i en professionell tävling. Han gjorde detta i sin match mot John Spencer, samme Spencer som tre år tidigare hade gjort ett maximumbreak i en TV-sänd tävling men då kameramännen hade tagit paus.
Classic är den enda rankingturnering som såväl Willie Thorne som Steve James har vunnit. När Jimmy White vann 1986 var det hans första rankingtitel, trots att han varit professionell sedan 1980. Doug Mountjoys seger 1989 var hans andra rankingtitel i rad säsongen 1988/1989, efter att han vunnit UK Championship i december. Dessa blev dock Mountjoys enda två rankingtitlar.

## Vinnare
| År                   | Vinnare              | Motståndare          | Resultat             | Säsong               |
| Inbjudningsturnering | Inbjudningsturnering | Inbjudningsturnering | Inbjudningsturnering | Inbjudningsturnering |
| -------------------- | -------------------- | -------------------- | -------------------- | -------------------- |
| 1980                 | John Spencer         | Alex Higgins         | 4 – 3                | 1979/80              |
| 1981                 | Steve Davis          | Dennis Taylor        | 4 – 1                | 1980/81              |
| 1982                 | Terry Griffiths      | Steve Davis          | 9 – 8                | 1981/82              |
| 1983                 | Steve Davis          | Bill Werbeniuk       | 9 – 5                | 1982/83              |
| Rankingturnering     |                      |                      |                      |                      |
| 1984                 | Steve Davis          | Tony Meo             | 9 – 8                | 1983/84              |
| 1985                 | Willie Thorne        | Cliff Thorburn       | 13 – 8               | 1984/85              |
| 1986                 | Jimmy White          | Cliff Thorburn       | 13 – 12              | 1985/86              |
| 1987                 | Steve Davis          | Jimmy White          | 13 – 12              | 1986/87              |
| 1988                 | Steve Davis          | John Parrott         | 13 – 11              | 1987/88              |
| 1989                 | Doug Mountjoy        | Wayne Jones          | 13 – 11              | 1988/89              |
| 1990                 | Steve James          | Warren King          | 10 – 6               | 1989/90              |
| 1991                 | Jimmy White          | Stephen Hendry       | 10 – 4               | 1990/91              |
| 1992                 | Steve Davis          | Stephen Hendry       | 9 – 8                | 1991/92              |